# NGC 6578
NGC 6578 is een planetaire nevel in het sterrenbeeld Boogschutter. Het ligt 7830 lichtjaar van de Aarde verwijderd en werd op 18 augustus 1882 ontdekt door de Amerikaanse astronoom Edward Charles Pickering.

## Synoniemen
- PK 10-1.1
- ESO 590-PN12
- Hen 2-381
- PN G010.8-01.8